# Fort Bonifacio
Fort Andres Bonifacio (voorheen Fort William McKinley) is het nationale hoofdkwartier van het Filipijnse landmacht. Het kamp ligt grondgebied van de steden Pasay, Parañaque, Pasig en Taguig.
Fort Fort William McKinley werd in 1901 tijdens de Filipijns-Amerikaanse Oorlog opricht door de Amerikanen. Nadat de Filipijnen op 4 juli 1946 onafhankelijk bleven de Amerikaanse leger basissen zoals Fort MCKinley nog in handen van de Amerikanen. Fort McKinley werd op 14 mei 1949 overgedragen aan de Filipijnen. De basis werd daarop hernoemd naar Fort Bonifacio, naar Andres Bonifacio de leider van de ondergrondse verzetsbeweging Katipunan. Het hoofdkwartier van het Filipijnse leger werd er gevestigd. Later werd het kamp ook het hoofdkwartier van de Filipijnse marine.